# Mistrzostwa Świata w Pięcioboju Nowoczesnym 1967
Mistrzostwa Świata w Pięcioboju Nowoczesnym 1967 – 15. edycja mistrzostw odbyła się w Jönköping.

## Klasyfikacja medalowa
| Lp. | Państwo | złoto | srebro | brąz | Razem |
| --- | ------- | ----- | ------ | ---- | ----- |
| 1   | Węgry   | 2     | -      | -    | 2     |
| 2   | ZSRR    | -     | 1      | 1    | 2     |
| 3   | NRD     | -     | 1      | 1    | 2     |

## Medaliści

### Mężczyźni
| Złoto                                              | Srebro                                                        | Brąz                                                          |
| Indywidualnie                                      |                                                               |                                                               |
| András Balczó                                      | Stasys Šaparnis                                               | Björn Ferm                                                    |
| Drużynowo                                          |                                                               |                                                               |
| Węgry · Ferenc Török · István Móna · András Balczó | Szwecja · Björn Ferm · Hans Jacobson · Hans-Gunnar Liljenwall | ZSRR · Stasys Šaparnis · Edward Zdobnikow · Borys Oniszczenko |